# ケープタウン野球連盟メジャーリーグ
ケープタウン野球連盟メジャーリーグ（ケープタウンやきゅうれんめいメジャーリーグ、英語:Cape Town Baseball Federation Major League）は、南アフリカ共和国における野球リーグである。

## 概要
ケープタウン周辺の都市に立地するチームで構成される。構成チームの一つであるベルヴィル・タイガース (Bellville Tiges)ウェブサイトの「歴史」によると、チームは1950年代に発足し、当初8位リーグからスタートして1959年にリーグが14球団に拡張した際にメジャーリーグに加わったと記載されており、2020年の時点で60年を超える歴史を有している。
2010年にダーバンヴィル・ヴィリアンズ (Durbanville Villians)でプレーしたアメリカ人選手が野球サイトに寄稿した文章では、リーグは"Western Province Major League"と記載され、10球団で構成される南アフリカのトップリーグであると紹介されていた。
2019年 - 2020年シーズンの場合、リーグ戦は10月中旬に始まり、翌年3月まで、8球団による総当たり84試合が実施された。
2018年 - 2019年シーズンにおいては13チームでリーグ戦をスタートさせ、第一ラウンドが終わった時点で上位6チームと、下位7チーム（メジャーリーグB）に分けて残りのシーズンを運営するという方法が取られた。後に、このシーズンは干ばつの影響でリーグ戦を短縮したと、連盟ウェブサイトには記されている。
2019年 - 2020年シーズンはメジャーリーグは8球団体制（2球団は昨シーズンのリーグB上位）となり、下位としてプロモーションリーグ (Promotion League、略称PL)が6球団で構成された。2020年 - 2021年と、2021年 - 2022年は、新型コロナウイルス感染症流行の影響でリーグ戦は中止された。

## ウィンターリーグとしての機能
南半球に位置する南アフリカは、北半球と季節が逆である。そのため、北アメリカやヨーロッパといった北半球のリーグのオフの間に、そこでプレーする選手たちが一時的に所属を移す、ウィンターリーグとしての側面も持っている。前出のアメリカ人選手は、同じような条件にあるオーストラリアに比べて南アフリカの知名度は劣るが、環境としてはそれに匹敵するものを選手に提供できると記している。